# إيوغيني دوغان
إيوغيني دوغان (بالإنجليزية: Eugenie Duggan)‏ هي ممثلة أسترالية، ولدت في 1872، وتوفيت في 1936.

## وصلات خارجية
- إيوغيني دوغان على موقع IMDb (الإنجليزية)